# Instruções de Churupaque

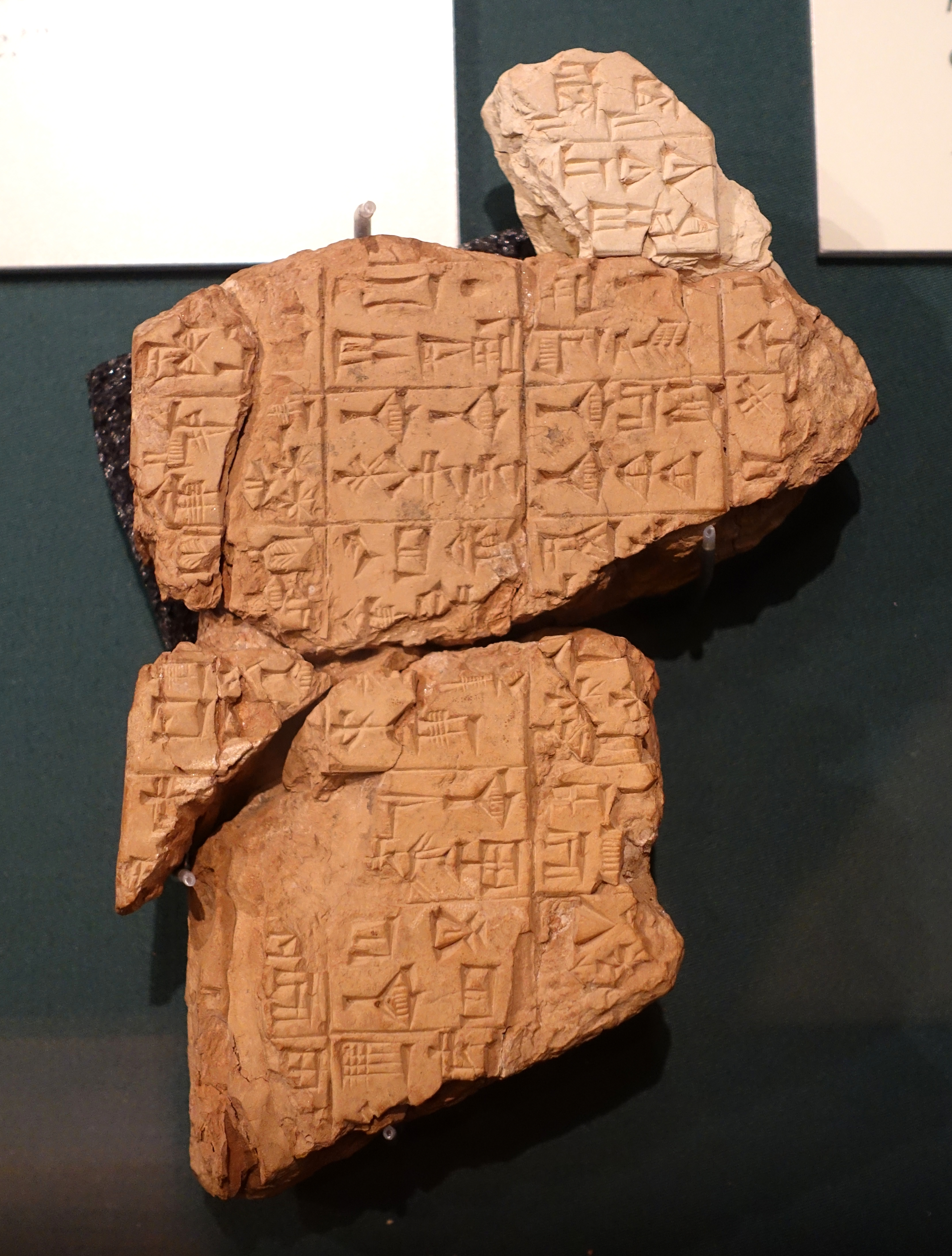
Fragmentos das Instruções de Churupaque atualmente no Museu Oriental da Universidade de Chicago.

Instruções de Churupaque é uma parte significativa de literatura de sabedoria da Suméria. As literaturas de sabedoria, com intenção de ensinar a piedade adequada, inculcar virtude e preservar normas da comunidade, eram comuns em todo o antigo Oriente Próximo.

## Formato
A introdução à Sabedoria de Churupaque, uma obra suméria, é característica:
Oh! meu filho, ofereço-te ensinamentos, aceita minha instrução...

Não te descuides de minha instrução, não transgrida minha palavra falada.
As Instruções de Churupaque consistem em conselhos e provérbios abordados por Churupaque, filho de Ubartutu, a seu filho Ziusudra. O nome Churupaque é idêntico ao da cidade de Churupaque. Os textos incluem uma variedade de ditos populares derivados do cotidianos, aforismos sobre atividades no campo e fauna, temas típicos em provérbios sumérios. Há mandamentos sobre solidariedade familiar, submissão às autoridades e conselhos sobre aquisição de escravos. Os contrastes entre o ignorante e o sábio, o bom e o mau sugere a preocupação do texto em transmitir padrões de ordem social, que eram ancorados na sabedoria de Utu, o deus da justiça.
Alguns exemplos de mandamentos sobre relações pessoais:
Não sorria com uma jovem que é casada; a calúnia é errado.

Meu filho, não se sente em um aposento com uma mulher casada. (linhas 33-34)
Não tenha relações sexuais com sua escrava, ela o vai tratar com desrespeito. (linha 49)

Não compre uma prostituta; ela é o lado afiado de uma foice. (linha 154)